# Pohádka o zamilovaném malíři
Pohádka o zamilovaném malíři (rusky Сказка про влюбленного маляра) je sovětská filmová pohádka z roku 1987, kterou natočila režisérka Naděžda Koševerova (jde o její poslední film). Autory scénáře jsou Michail Volpin a Valerij Frid. Česká premiéra proběhla v roce 1989 a v roce 2010 vyšel film na DVD s novým českým dabingem (FILMag).

## Děj
Film pojednává o mladém malíři Makarovi, který je pozván do královského sídla, aby jej opravil. Tam se zamiluje do královny, kvůli čemuž je vyhnán. Chce se utopit, ale potká vodníka, který mu doporučí, aby navštívil slepou královnu a vydával se za jejího syna – prince, který byl v dětství unesen. Jako princ by měl šanci vrátit se k první královně. Slepá královna skutečně uvěří, že je příchozí mladík jejím synem, a přijme jej. On se však nakonec přizná, že lhal, což mu slepá královna odpustí a pověří jej, aby našel jejího skutečného syna. Za pomoci kouzelné píšťaly, kterou dostal od baby Jagy, se dostane až do Kostějova sídla. Tam osvobodí prince a odvede jej zpět k jeho matce, které se po setkání vrátí zrak. Princ začne malíře považovat za bratra, díky čemuž dostává možnost požádat královnu o ruku. Když přijíždí do jejího sídla, zjišťuje, že se původně vůbec nezamiloval do královny, ale do služky Kaťuši. Tu požádá o ruku a ona souhlasí.

## Obsazení
- Nikolaj Stockij jako malíř Makar (český dabing 1989 Ivan Trojan, 2010 Matouš Ruml)
- Jekatěrina Golubeva jako Kaťuše (český dabing 1989 Veronika Žilková, 2010 Terezie Taberyová)
- Olga Volkova jako Drizofila (český dabing 1989 Růžena Merunková, 2010 Helena Brabcová)
- Nina Urgant jako slepá královna (český dabing 1989 Květa Fialová, 2010 Jana Altmannová)
- Valerij Ivčenko jako Kostěj (český dabing 1989 Jiří Holý, 2010 Bohuslav Kalva)
- Dmitrij Iosifov jako princ (český dabing 1989 Lukáš Vaculík, 2010 Petr Lněnička)

a další